# Porta Asinária
Porta Asinária (em latim: Porta Asinaria) é um portão na Muralha Aureliana, em Roma, Itália. Dominada por duas enormes torres que abrigam salas para a guarda, foi construída entre 270 e 273, junto com a própria muralha, pelo imperador romano Aureliano (r. 270–275). Foi através deste portão que as tropas romanas orientais do general Belisário entraram na cidade em 536, tomando-a novamente para o Império Bizantino do Reino Ostrogótico.
No século XVI, a porta se mostrou insuficiente para comportar o crescente volume de tráfego. Uma nova passagem foi aberta na muralha para criar a Porta San Giovanni e a Porta Asinária foi fechada para o tráfego.